# Joseph Coulon de Villiers de Jumonville
Joseph Coulon de Villiers de Jumonville, född 1718, död 1754 (stupad i strid enligt brittiska källor; lönnmördad av George Washington enligt franska), var en kanadensisk adelsman och fransk marinkårsofficer känd för att vara det fransk-indianska krigets första dödsoffer.

## Ungdom och tidiga liv
Joseph Coulon de Villiers, son till en marinkårsofficer, hade fem bröder vilka liksom han själv blev marinkårsofficerare. Han började sin militära bana som femtonårig kadett 1733, vid den garnison i nuvarande Green Bay, Wisconsin där hans far och en bror stupade. Den rådande freden betydde en mycket långsam befordringsgång i marintrupperna och han befordrades inte till fänrik förrän vid utbrottet av Kung Georgs krig. Som officer kunde han gifta sig  och 1745 ingick han i Montréal äktenskap med Marie-Anne-Marguerite Soumande (född 1727). Paret hade fyra barn av vilka en dog före ett års ålder. Under kung Georgs krig tjänstgjorde han i Akadien och deltog även i överfall riktade mot gränsområdena i kolonin New York.

## Fort Duquesne

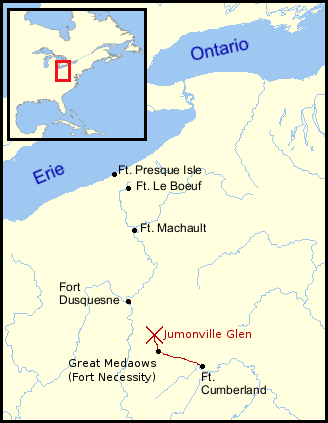
Karta över Ohiolandet med Fort Duquesne. Jumonville Glen är det sentida namnet på den plats där Jumonville stupade. Fort Necessity är den plats där George Washington kapitulerade.

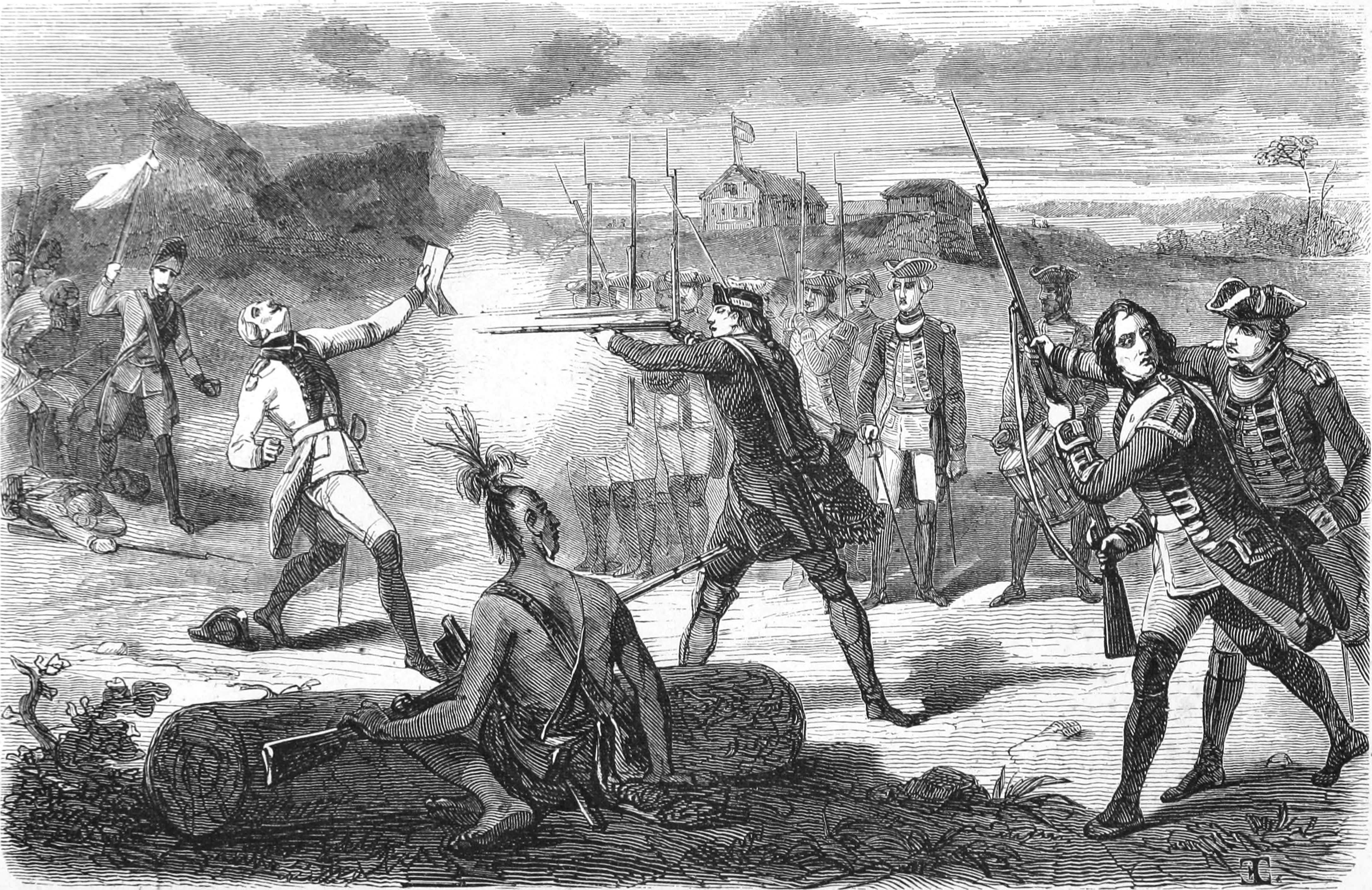
Fransk gravyr som framställer överfallet på Jumonville som ett mord.

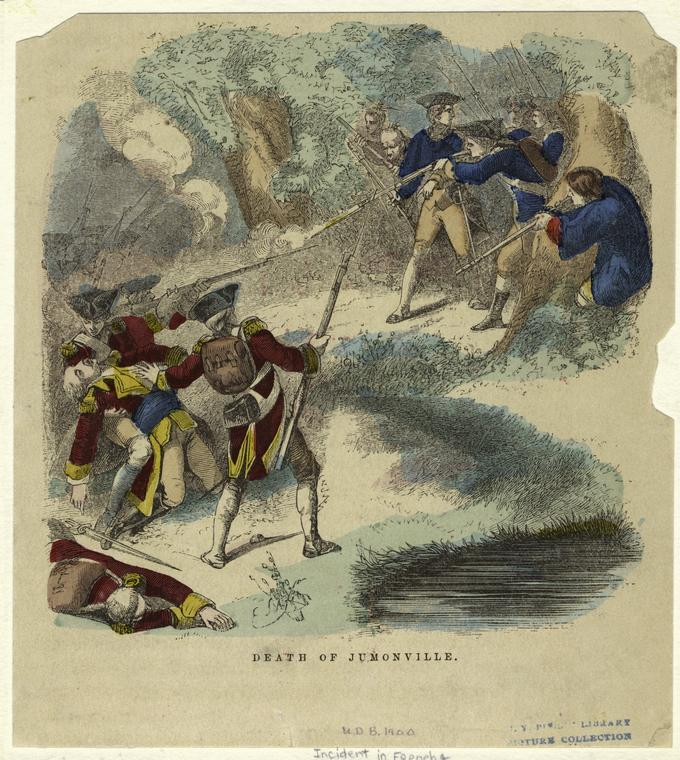
Amerikansk färglagd gravyr som framställer överfallet på Jumonville som en legitim stridshandling. Observera att på denna bild från 1859 har fransmännen fått röda uniformsrockar.

Markspekulanter från Virginia hade genom Ohiokompaniet börjat anlägga handelsstationer och utsyna lämpliga platser för nybyggare att bosätta sig i Ohiodalen, vilken av fransmännen betraktades som tillhörande Nya Frankrike. Som svar på vad fransmännen såg som Ohiokompaniets aggression började dessa anlägga en försvarslinje längs Venangoleden. 1754 började kompaniet bygga Fort Prince George där Monongahelafloden flyter samman med Alleghenyfloden för att bilda Ohiofloden. En fransk-kanadensisk truppstyrka tvingade dock kompaniet att avbryta sina arbeten och istället började de anlägga Fort Duquesne på platsen. Virginias guvernör, Robert Dinwiddie, som också var en ledande medlem av Ohiokompaniets direktion, beordrade därför överstelöjtnanten i Virginiaregementet George Washington, vilken var en aktieägare i samma kompani, att med en truppstyrka avhysa fransmännen. Som vägvisare fungerade Cristopher Gist och Tanacharison.

## Jumonvilles död
Fort Duquesnes kommendant fick genom indianerna vetskap om Washingtons expedition och sände ut fänrik de Jumonville med ett litet detachement i uppdrag att utröna om Washington trängt in på franskt territorium. I så fall skulle han överlämna en formell uppmaning till honom att dra sig tillbaka. Jumonville och hans chef uppfattade inte detta som ett stridsuppdrag och när detachementet bivackerade satte de inte ut några poster. I gryningen den 28 maj smög sig cirka fyrtio virginier och irokeser fram mot det kanadensiska lägret. Några låg och sov, andra höll på att vakna. Utan varning gav Washington order om att öppna eld. Tio kanadensare stupade, alla övriga tillfångatogs utom en man som lyckades ta sig tillbaka till Fort Duquesne. Washingtons styrka drog sig sedan tillbaka med fångarna och lämnade de skalperade liken till vargarna.

## Efterspelet
När den kanadensare som lyckades fly från Washington anlände till Fort Duquesne sände kommendanten ut en större truppstyrka inför vilken Washington och hans trupper tvingades att kapitulera den 3 juli 1754. I kapitulationsvillkoren erkände Washington att han lönnmördat De Jumonville och medvetet trängt in på franskt territorium. Eftersom fransmännen var måna om att bevara freden vidtogs inga repressalier mot Washington utan han och hans trupper fick fritt avmarschera. I säkerhet hemma i Virginia hävdade Washington dock att hans tolk, Jacob van Braam, inte korrekt översatt ordet assassinera, och guvernör Dinwiddie vägrade att uppfylla kapitulationsvillkoren och frige de fångar som togs den 28 maj.